# Télécabine de Baquèira
La télécabine de Baquèira (en catalan : Telecabina de Baquèira) a été mis en service au cours de la saison de ski 2005 - 2006 et est la première télécabine a existé dans la station de ski de Baqueira Beret et même dans le Val d'Aran.  La première phase de la télécabine relie le niveau 1 500 au niveau 1 800 tandis que la nouvelle phase mise en service au cours de la saison 2008 - 2009 prolonge la voie aérienne vers le niveau inférieur perpendiculaire à l'autre tronçon du complexe résidentiel du Val de Ruda,.  

## Description
La ligne fait 225 m (tronçon 1) et 1 025 m (tronçon 2) de longueur pour un dénivelé de 395 m avec des pentes moyennes de 35 %. Les télécabine ont une capacité de 9 passagers par cabine et le trajet dure environ 5 minutes. La télécabine peut transporter 3000 passagers par heure et par sens à une vitesse de 4 m/s. La station basse est située à 1 470 m d'altitude, la station intermédiaire à 1 505 m et la station haute à 1 865 m d'altitude. Il y a 15 pylônes pour tenir le câble. La télécabine possède 93 véhicules. La télécabine a été construit par Doppelmayr.